# جاي تي روبنز
جاي تي روبنز (بالإنجليزية: Jay T. Robbins)‏ هو ضابط أمريكي، ولد في 16 سبتمبر 1919 في كولديج في الولايات المتحدة، وتوفي في 3 مارس 2001.